# تمرکز گرایی
تمرکزگرایی یا سانترالیسم (به فرانسوی: Centralisme) گونه‌ای نظام حکومتی است که در آن همه امور کشور از یک مرکز رهبری می‌شود، برخلاف کشورهایی که به صورت فدرالی یا حکومت‌های ایالتی و ولایتی اداره می‌شوند. در جامعه‌شناسی یعنی تجمع زیاده از حد قدرت در دست عده‌ای اندک در یک گروه سازمان یافتهٔ اجتماعی. این تجمع قدرت را می‌توان با معیارهای وزن، وسعت و حیطه اندازه‌گیری کرد. زیرمقوله‌های تمرکز از نوع تمرکز جغرافیایی، تمرکز کارکردی، یا نوع دیگر است. تمرکززدایی عبارت است از رساندن تجمع قدرت به حد نازل.

## انواع
دو نوع تمرکز متمایز وجود دارد:
1. منافع معینی در میان تمام بخش‌های یک ملت مشترک است، مثل برقراری قوانین عمومی.
2. منافع دیگری مختص بخش‌های خاصی از ملت است، مثل امور مربوط به شهرستان‌های گوناگون

وقتی قدرتی که اولی یعنی منافع عمومی را رهبری می‌کند در یک مکان یا در دست اشخاص مشابهی متراکم گردد، حکومتی متمرکز به وجود می‌آورد. تمرکز رهبری امور دستهٔ دوم یا منافع محلی به همان شیوهٔ یاد شده در یک مکان، موجب پیدایش چیزی می‌شود که می‌توان آن را مدیریت متمرکز اصطلاح کرد.
- در علوم تربیتی تمرکز یعنی دقت و توجه کامل به یک موضوع.